# 東海道新線
東海道新線（とうかいどうしんせん）とは、東海道本線に次ぐものとして建設構想があった、東海道に並行もしくは近接する新しい鉄道のこと。新東海道線ともいう。
後年に東海道メガロポリスと呼ばれるように、東海道付近には大都市が集中していることから、輸送量の増加により将来的には東海道本線だけでは足りなくなるとして、明治期よりいくつも敷設計画があがった。

## 日本電気鉄道
先ず、私鉄による第二幹線を目論む声が財界などから上がった。明治末期に、日本電気鉄道として出願されたのがそれである。しかし、鉄道国有法によって主要鉄道は国有の方針が貫かれたため、この鉄道は実現しなかった。

## 東海道電気鉄道
福澤桃介は、関連していた前記の日本電気鉄道と同じように、大正期に名古屋 - 東京間における東海道第二新線敷設を目論み、東海道電気鉄道の計画を立てた。東海道電気鉄道は1921年に出資者の安田善次郎が暗殺された事で1922年に既に有松線を開業していた愛知電気鉄道に合併。1926年に小坂井まで延長して豊川鉄道と連携して豊川までエリアを拡げ、1927年に豊橋線（現在の名古屋鉄道名古屋本線）を開通させた。しかし恐慌の影響で、遠三鉄道免許を利用した静岡県方面への延長は実現せず、東海道第二新線は一部区間の開業に止まった。

## 名古屋急行電鉄
名古屋急行電鉄は、阪急電鉄京都本線を建設した新京阪鉄道が、東海道沿いに（後に石榑峠経由ルートに変更）名古屋まで延伸する構想であったが、実現しなかった。

## 関西急行鉄道
近畿日本鉄道の前身である大阪電気軌道・参宮急行電鉄等の大軌グループは、日中戦争が始まってまもない時期に初瀬街道経由ルートで名阪間の路線群を完成させたが、参宮急行電鉄の専務である井内彦四郎や、大阪電気軌道と参宮急行電鉄が合併して成立した関西急行鉄道の社長種田虎雄は、他社との提携で東京方面への進出も考えていたといわれている。ただ、合併当初は自社線内でも伊勢中川駅を境に軌間が異なっていた。軌間統一による名阪間の直通運転が実現したのは戦後になって近鉄となった後の1959年である。

## 広軌新線（弾丸列車）敷設計画
日中戦争の進展により、政府はいずれ東海道本線と山陽本線の輸送力は大陸方面への輸送量増加に対応できなくなると想定し、両本線に並行して全くの新しい新線を敷こうと考えた。
狭軌と広軌（標準軌）によるものの2案があったが、結局は広軌と決まり1941年から建設が始まった。弾丸のように速い列車が走るということで、この計画は弾丸列車と呼ばれるようになった。その計画も戦況の悪化で中止されたが、戦後に東海道新幹線として実現している。

## 日本鉄道
終戦直後の1946年、前述した弾丸列車計画を民間主導で実現しようという声も出た。この計画は五島慶太らが日本鉄道（明治期の私鉄である日本鉄道（現在のJR東日本の前身の一つ）とは関係ない）を設立し、東京 - 福岡間に標準軌新線を敷設、同区間を10時間で結ぼうというものであったが、主要幹線の国有方針と復興資金及び資材の国鉄優先注入方針から、国の認可が下りるには至らなかった。

## 東海道新幹線
戦後、高度経済成長の影響を受け、戦前より逼迫しかけていた東海道本線の輸送力はいよいよ限界に達し、弾丸列車の再来というべき東海道新線の建設が計画された。当初は単純複々線化、狭軌別線、広軌別線、旅客貨物の分離複々線化+広軌別線などの様々な案があった中、単純複々線化、狭軌別線、広軌別線の三案に絞られ最終的に広軌（標準軌）別線で建設する事が決まり工事が開始され、東海道新幹線として1964年に完成した。新幹線という呼称は建設開始時は存在せず、「東海道新線」（NEW TOKAIDO LINE）と呼んでいた。

## 第二東海道新幹線
東海道新幹線の輸送量増加に伴い、磁気浮上式鉄道（超電導リニア）による第二東海道新幹線が考え出されるようになったが、現在では基本計画線にある中央新幹線の構想に統合されている。